# Красное Поселение
Красное Поселение — село в Елховском районе Самарской области. Входит в сельское поселение Красное Поселение.

## География
Расположено на правом берегу Кондурчи напротив села Нижняя Кондурча и в 12 км к северо-востоку от Елховки, в 80 км к северу от Самары, в 55 км к юго-востоку от Димитровграда.
Имеется подъездная дорога от проходящей в 6 км к западу автодороги Ульяновск — Самара, продолжающаяся по мосту к Нижней Кондурче и далее на восток. Ближайшая ж.-д. станция находится в посёлке Погрузная (30 км к северу, на линии Москва — Уфа)

## Население
| 2010 | 2013 | 2014 | 2015 | 2016 |
| ---- | ---- | ---- | ---- | ---- |
| 180  | ↘161 | ↗173 | ↗181 | ↘178 |